# 張正皓
張正皓（1987年1月27日—），筆名白告，前北區區議員（粉嶺南），北區連線成員，於2019年香港區議會選舉首度當選。

## 生平
張曾經在補習學校任教中文長達5年，3年前因為想在香港嘗試「工作假期（working holiday）」轉行揸的士，亦曾以筆名「白告」在網上平台推出散文集「我的你的紅的」。現時居於英國。

## 參選區議員
反對逃犯條例修訂草案運動期間，他擔當義載的工作，他於一個專訪中表示，自己被抗爭者所感動，決定參與2019年香港區議會選舉。
其後，張於粉嶺南選舉出戰，議席分別由張、原任獨立建制派議員何樹光、及曾加入新思維的前沙田區議員李立航競逐。對於和另一非建制派成員李立航撞區，張表示早在7月初向北區兩大泛民政黨、連登的協調組織，以及反建制自動當選運動專頁，確認粉嶺南為白區才決定參選。直至8月尾，才收到李立航傳來的訊息，表示有意考慮參選粉嶺南區，張正皓批評，李立航就協調事宜派的代表缺乏誠意。
最終張獲得2,735票，並以約200多票差距，險勝何的2,507票奪得議席，而李則獲得668票。

## 區議員生涯
2020年1月5日，張正皓於個人社交媒體發表文章，指中文大學聯合書院伯利衡宿舍據報有衛生署職員接走一從內地到港之內地留學生。該名學生曾經到訪武漢，其後曾求醫仁安醫院，但最終要由衛生署職員接走，嚴厲譴責入境事務處之檢疫工作粗糙，未有作出隔離安排，反而任由患者於社會隨播病毒。

## 資料來源
1. ↑  張正皓。Franco Cheung. . Facebook.   [2020-07-23].
2. 1 2  . Apple Daily 蘋果日報.   [2020-01-05]. （原始内容存档于2019-12-30）.
3. ↑  . 2021-12-30  [2022-12-13]. （原始内容存档于2022-10-28）.
4. ↑  . www.bastillepost.com. 2019-10-22  [2020-01-05].
5. ↑  . www.facebook.com.   [2020-01-05] （中文（简体））.
6. ↑  . www.facebook.com.   [2020-01-05] （中文（简体））.